# Estadio Bicentenario Municipal de La Florida
Das Estadio Bicentenario Municipal de La Florida ist ein Fußballstadion in der chilenischen Kommune La Florida, einem Stadtteil der Hauptstadt Santiago de Chile. Es wurde 1986 eröffnet und fasste 8.500 Zuschauer. Der Fußballverein Audax Italiano trägt hier seine Heimspiele aus.
Da die Anlage 2007 als Spielort für die U-20-Fußball-Weltmeisterschaft der Frauen 2008 ausgewählt wurde, fanden hierfür umfangreiche Umbaumaßnahmen statt. Dabei wurde die Zuschauerkapazität auf 12.000 erhöht. Am 12. November 2008 wurde das Stadion wiedereröffnet. Mit dem Umbau erhielt die Sportstätte einen neuen Namen. Aus dem Estadio Municipal de La Florida wurde das Estadio Bicentenario Municipal de La Florida.